# Peltigera frippii
Peltigera frippii är en lavart som beskrevs av Jon Holtan-Hartwig. Peltigera frippii ingår i släktet Peltigera, och familjen Peltigeraceae. Enligt den finländska rödlistan är arten nära hotad i Finland. Arten är reproducerande i Sverige. Artens livsmiljö är skogar.